# Septembre 1887

## Événements
- Exhibition d’Achantis au Jardin d’acclimatation.

- 5 septembre[1] : capture de Jaja, roi d'Opobo, au Nigeria. Il est déporté à Saint-Vincent le 16.

## Naissances
- 1er septembre : Blaise Cendrars, écrivain français d'origine suisse († 21 janvier 1961).

## Décès
- 23 septembre : James Bertrand, peintre et lithographe français (° 25 mars 1823).